# Singing Bones
Singing Bones è il sesto album in studio del gruppo musicale statunitense The Handsome Family, pubblicato nel 2003.

## Tracce
1. The Forgotten Lake – 3:46
2. Gail with the Golden Hair – 3:16
3. 24-Hour Store – 4:52
4. The Bottomless Hole – 3:16
5. Far from Any Road – 2:48
6. If the World Should End in Fire – 1:09
7. A Shadow Underneath – 3:44
8. Dry Bones – 3:16
9. Fallen Peaches – 2:59
10. Whitehaven – 2:46
11. Sleepy – 3:08
12. The Song of a Hundred Toads – 2:28
13. If the World Should End in Ice – 1:08